# Liste der Monuments historiques in Gouarec
Die Liste der Monuments historiques in Gouarec führt die Monuments historiques in der französischen Gemeinde Gouarec auf.

## Liste der Bauwerke
| Bezeichnung                               | Beschreibung              | Standort | Kennzeichnung | Schutzstatus | Datum | Bild           |
| ----------------------------------------- | ------------------------- | -------- | ------------- | ------------ | ----- | -------------- |
| Ehemaliges Jagdhaus der Herzöge von Rohan | Erbaut 1634               | (Lage)   | PA00089168    | Inscrit      | 1925  | weitere Bilder |
| Kapelle St-Gilles                         | Erbaut im 15. Jahrhundert | (Lage)   | PA00089167    | Inscrit      | 1926  | weitere Bilder |

## Liste der Objekte

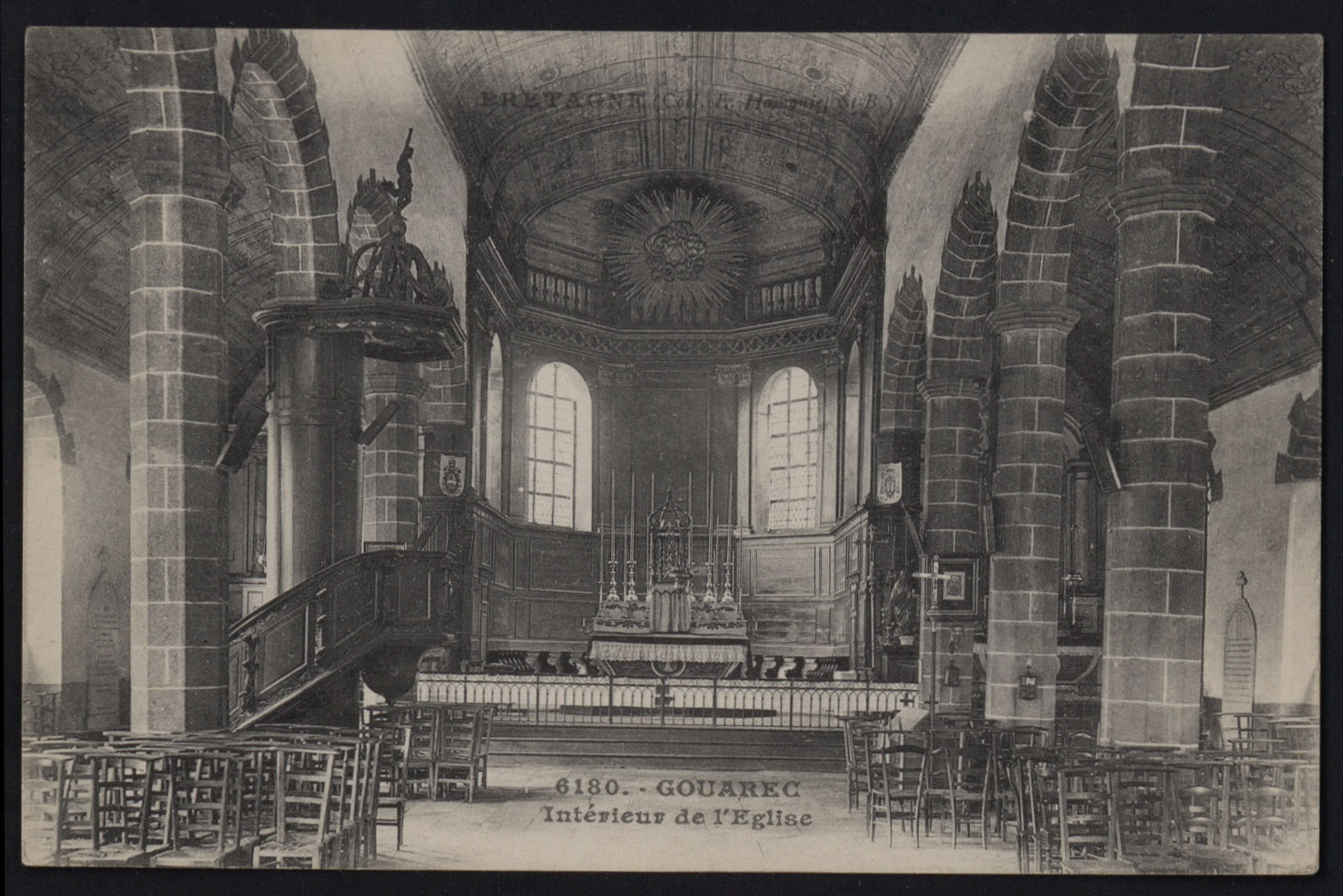
Innenansicht der Kirche Notre-Dame-de-la-Fosse

- Monuments historiques (Objekte) in Gouarec in der Base Palissy des französischen Kultusministeriums